# Landrecies British Cemetery
Landrecies British Cemetery est l'un des deux cimetières militaires de la Première Guerre mondiale situés sur le territoire de la commune de Landrecies dans le département du Nord. L'autre est Landrecies Communal Cemetery.

## Localisation
Ce cimetière est situé à l'intérieur du village, à l'ouest, rue d'Happegarbes.

## Historique
Landrecies fut le théâtre de combats d'arrière-garde entre les unités britanniques et les unités allemandes dans la nuit du 25 août 1814. La ville demeura aux mains des Allemands jusqu'à sa capture par le 25e division britannique le 4 novembre 1918. Toutes les inhumations datent d'octobre 1918 à janvier 1919.

## Caractéristique
Le cimetière britannique de Landrecies contient 165 sépultures du Commonwealth de la Première Guerre mondiale, dont 14 non identifiées.

## Galerie

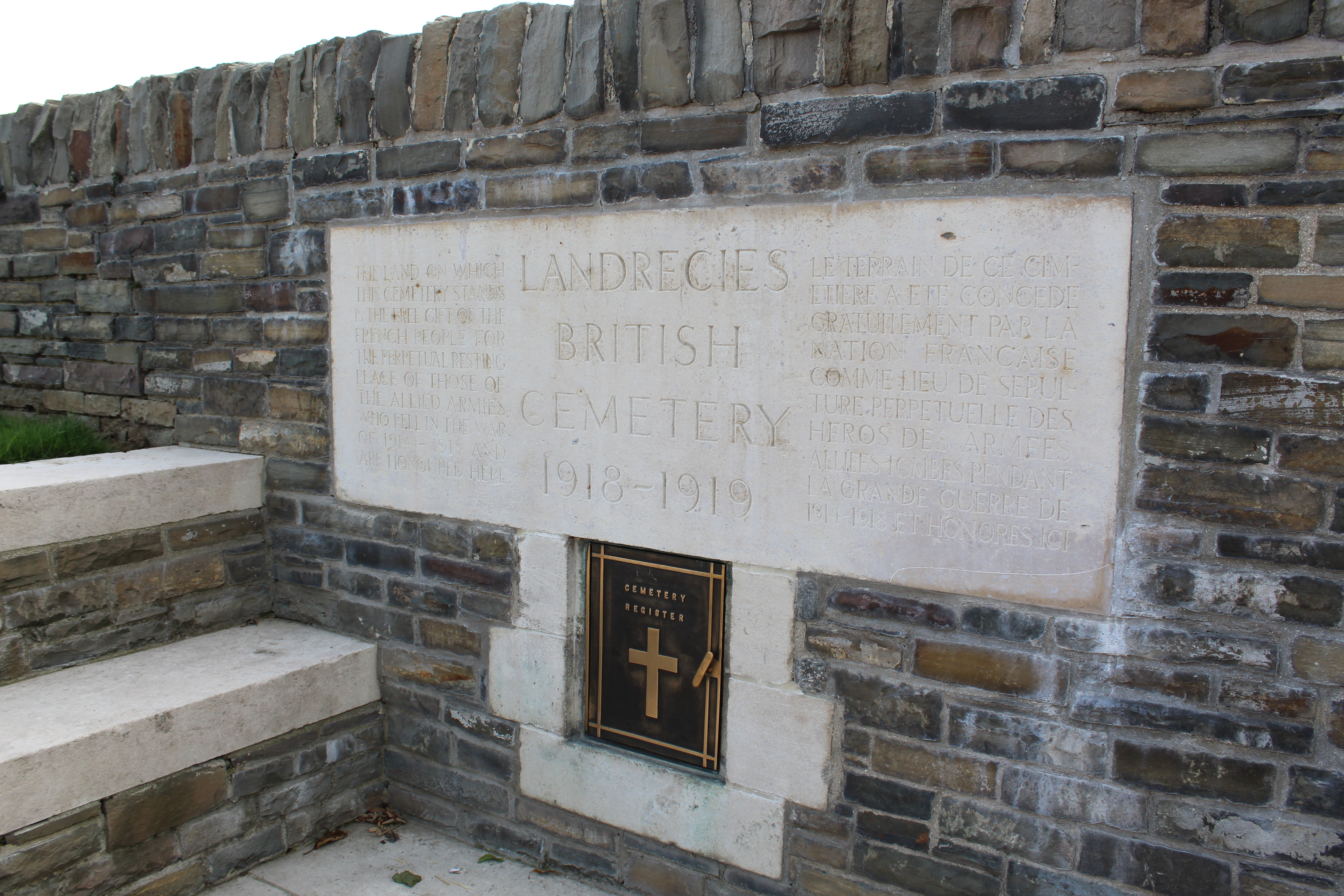
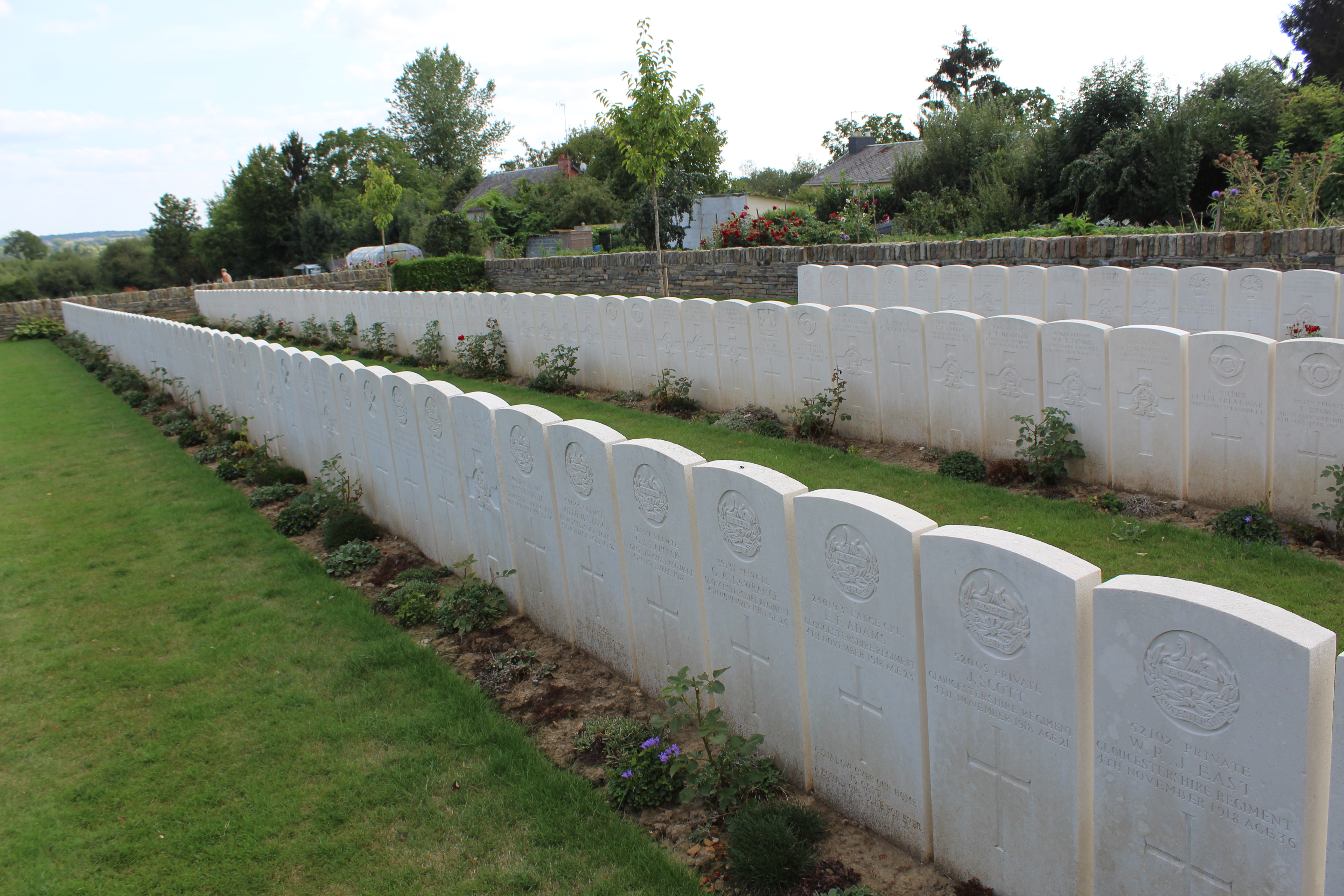
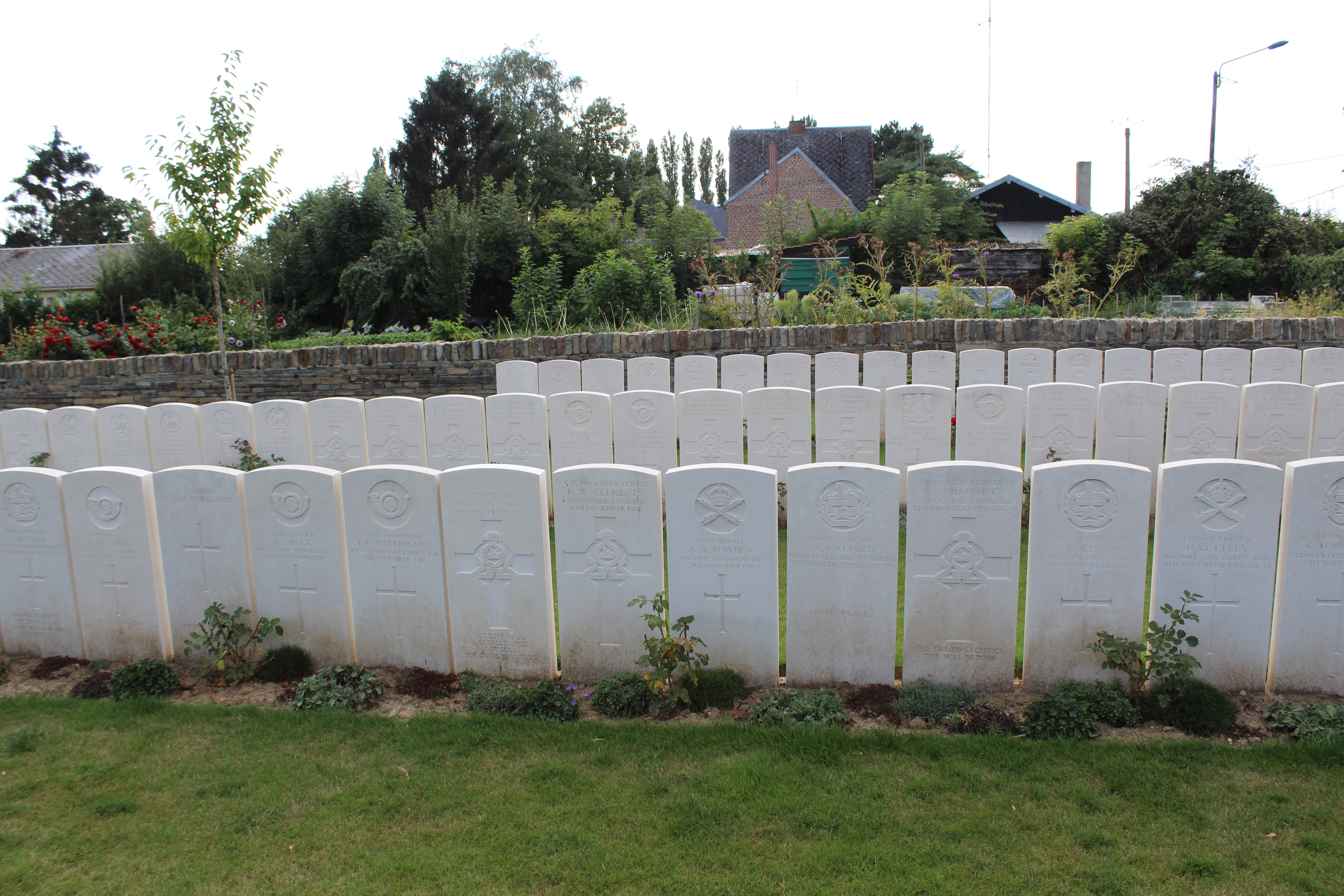
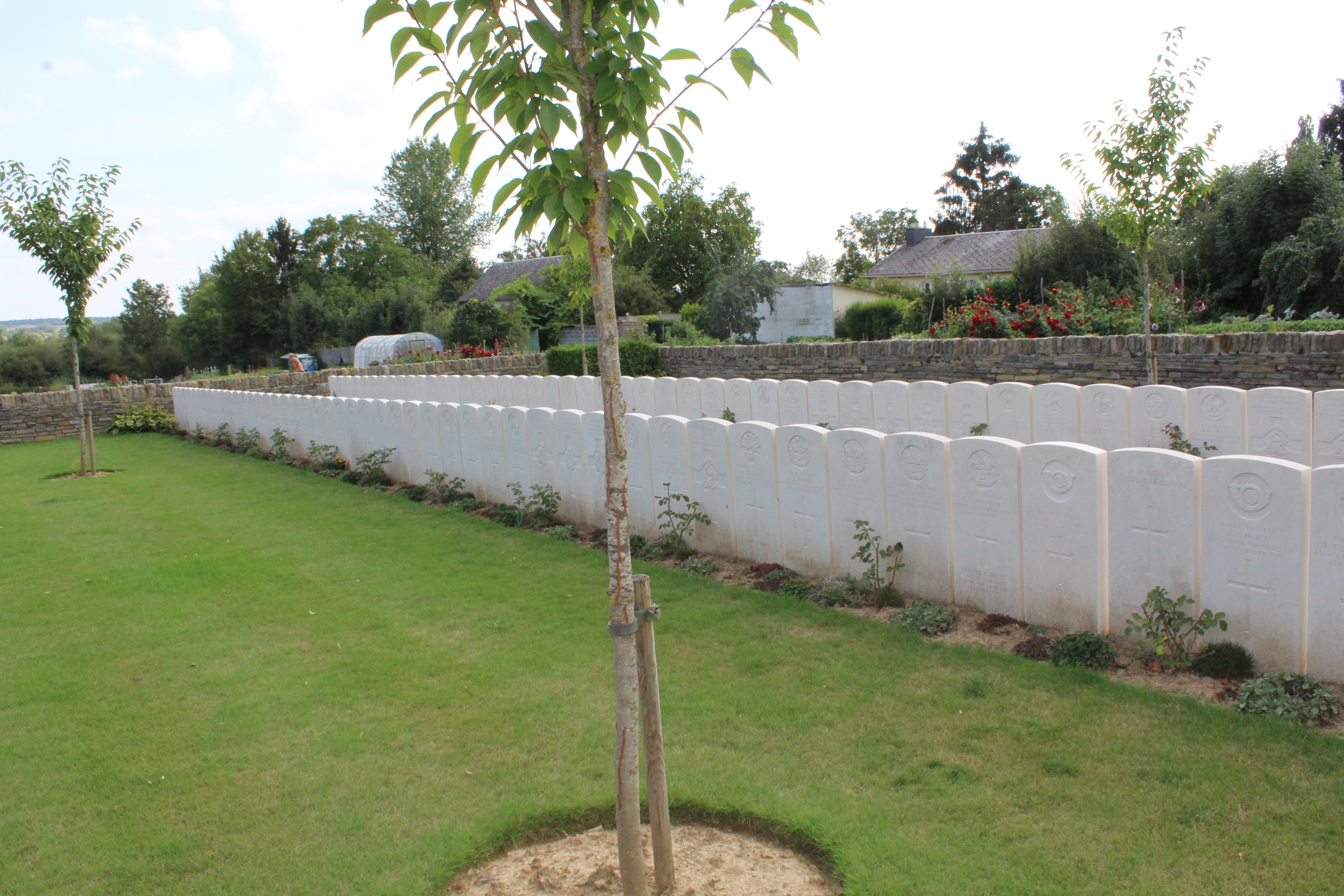

## Sépultures
| Pays        | Sépultures |
| ----------- | ---------- |
| Royaume-Uni | 165        |